# Shingon
 (mai 2016).
Shingon (眞言 ; 真言) est une école bouddhiste japonaise ésotérique, fondée au IXe siècle par le moine Kūkai (空海) qui reçut le titre posthume de Kōbō Daishi (弘法大師), le grand diffuseur de la Loi. Le mot Shingon signifie « parole de vérité »; c'est la traduction japonaise du mot sanskrit mantra, qui désigne l'incantation en Inde. Cette école est, avec l'école Tendai, une des deux écoles à pratiquer le bouddhisme tantrique au Japon.

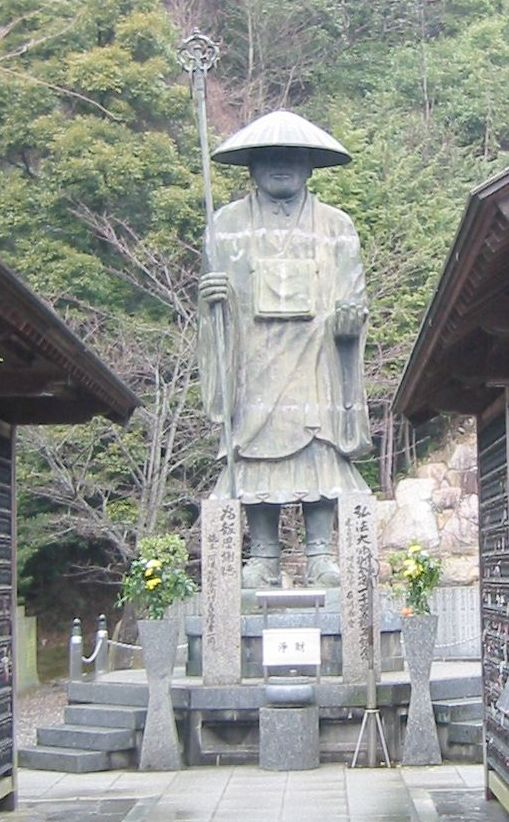
Kūkai, fondateur de l'école Shingon

Son idéal se résume dans la phrase « Nyojitsu Chijishin », qui signifie « La vérité, c'est connaître son propre esprit tel qu'il est vraiment ».
Avec environ 12 millions de fidèles, c'est un des courants majeurs du bouddhisme japonais et l'une des plus anciennes lignées du bouddhisme tantrique, le vajrayana.

## Histoire

### Introduction au Japon
La doctrine et les enseignements du Bouddhisme Shingon trouvent leur expression définitive durant l'époque de Heian (794-1185) quand, en 804, le moine bouddhiste Kūkai se rend en Chine, dans la ville de Xi'an (西安) (alors appelée Chang-an), au temple Qinglong (青龙寺, Temple du dragon bleu) afin d'y étudier le bouddhisme ésotérique sous la direction du Maître Huiguo, l'élève préféré du légendaire Amoghavajra. À sa mort, celui-ci en fera son successeur dans le Dharma et le détenteur de la lignée qui prendra ensuite son essor au Japon. Les Japonais appellent couramment Kukaï de son nom honorifique Kōbō Daishi (ou O Daishi Sama ; Le Grand Maître), noms posthumes qui lui seront attribués par l'Empereur Daigo.
Avant de se rendre en Chine, Kūkai était un moine bouddhiste indépendant. Il était très versé dans la prose classique chinoise, la calligraphie chinoise et les sutras bouddhistes. À cette époque le bouddhisme ésotérique n'était pas considéré comme une école à part entière. Huiguo, détenteur des deux principales lignées du bouddhisme tantrique chinois, a été le premier à les rassembler dans un système cohérent. Un moine japonais dénommé Gonsō (勤操) avait rapporté de Chine au Japon le mantra ésotérique d'Akasagarbha et un rituel d'ascèse connu sous le nom de Kokūzō-gumonjihō (虚空蔵求聞持法), lequel avait été traduit du sanskrit au chinois par Śubhakarasiṃha (善無畏三蔵 Zenmui-Sanzō). À l'âge de 22 ans Kūkai en reçut l'initiation et se retira pendant une période de 7 ans dans les forêts de Shikoku (四 国) pour en parfaire la pratique. Il persévéra dans cette ascèse jusqu'à la maîtriser parfaitement. Selon la tradition, cette pratique lui apporta la siddhi (pouvoir) d'une mémoire et d'une capacité de compréhension surhumaines. Kūkai fera plus tard l'éloge de la puissance et l'efficacité de cette pratique, lui attribuant sa capacité de se rappeler et d'intégrer totalement tous les enseignements de Huiguo en l'espace de seulement trois mois.
Son respect pour le Bodhisattva Ākaśagarbha était si grand qu'il le considérera toute sa vie comme son Honzon (本尊) ou divinité principale. C'est également au cours de cette période de pratique intense du mantra qu'il rêva d'un homme lui intimant de chercher le Tantra Mahavairocana. Le Tantra Mahavairocana avait été récemment introduit au Japon. Il put en obtenir une copie en chinois, mais une grande partie était rédigée en Siddham, syllabaire proche du sanscrit dont il ne connaissait pas les caractères et les parties chinoises étaient trop obscures pour être comprises. Il prit la décision de voyager jusqu'en Chine pour recevoir l'initiation et les explications nécessaires à sa compréhension.
Kūkai rencontra Huiguo en mai 805, mais celui-ci, alors âgé de soixante ans, était très malade. Huiguo aurait dit à Kūkai « Je savais que vous viendriez. J'avais attendu si longtemps. Quel plaisir de vous voir ! Mais hélas ma vie se termine et je ne sais si j'aurai le temps de vous transmettre mon enseignement.» Dans le court espace de trois mois, Huiguo initia et enseigna tout ce qu'il savait sur les doctrines et les pratiques du mandala des deux royaumes. Huiguo désigna Kūkai comme son dernier disciple et le proclama son successeur dans le Dharma, lui donnant le nom Henjō-Kongō (遍照金剛, Jingang biànzhào), «le vajra qui illumine tout". Après cette période de transmission intensive, le Maître mourut à la fin de l'année. Kūkai était son dernier disciple et l'un de ceux qui avaient reçu les enseignements les plus complets. C'est sans doute pour cette raison qu'on le désigna pour écrire son épitaphe.
En décembre de la même année, Huiguo mourut et fut enterré à côté de son maître Amoghavajra. Plus de mille de ses disciples se réunirent pour ses funérailles. L'honneur d'écrire son inscription funéraire en leur nom fut donnée à Kukai.
Après la mort de Huiguo, Kukaï retourna au Japon. S'il ne l'avait pas fait, le bouddhisme ésotérique n'aurait peut-être pas survécu. En Chine 35 ans après, en l'an 840, l'empereur des Tang Wuzong monta sur le trône. Fervent taoïste, il ordonna en 845 la destruction de 4 600 monastères bouddhistes et 40 000 temples. Environ 250 000 moines et nonnes bouddhistes durent abandonner leur vie monastique. Wuzong décréta que le bouddhisme était une religion étrangère et visa à sa suppression. Peu de temps après, il fut assassiné par son entourage, mais le mal était fait. Le bouddhisme ésotérique ne se remit jamais complètement de cette persécution, de nombreux éléments de ses pratiques se diluèrent néanmoins dans d'autres écoles et traditions.
Après son retour, Kūkai rassembla et systématisa tout ce qu'il avait appris de Huiguo en une doctrine qui allait devenir la base de l'école Shingon. En 813, l'empereur Saga invita les grands maîtres des huit écoles dans son palais, pour une discussion publique des mérites respectifs de leurs doctrines. Tous, sauf Kūkai, dirent que l'état de Bouddha demandait de très nombreuses vies pour être réalisé. Kūkai donna l'essentiel de son enseignement à cette occasion. À trente-six ans, il reçut la permission de l'empereur, de fonder l'école Shingon. Ce serait l'empereur Junna, qui serait à l'origine du terme «Shingon-shu» (真言宗; «l'école de la vraie parole ou école du mantra") par le décret impérial qui institua le Tōji (東寺) comme étant un temple purement Shingon dans lequel se tiendraient les rites officiels pour la protection de l'État.
Kukai eut de nombreux disciples, qu'il guida jusqu'à sa mort en 835 à l'âge de 61 ans. Il initia aussi le moine Saichō Dengyō Daishi et quelques-uns de ses disciples, à la cérémonie d'onction et de consécration appelée « Kanjō ». À la mort de Saichō, ses disciples directs retournèrent en Chine pour approfondir le Mikkyō, et donnèrent ainsi sa forme définitive à l'école Tendai, qui représente actuellement au Japon le Bouddhisme semi-ésotérique.

### Schisme et écoles réformées du Shingon
Durant la période de Kamakura, un schisme divisa le Shingon en deux grandes écoles - la branche ancienne, Kogi (古義), et la branche réformée, Shingi (新義).
Cette division est née d'un différend plus politique que religieux entre Kakuban (覚鑁), connu à titre posthume comme Kōgyō-Daishi (興教大師), et des prêtres du Denbō-in (伝法院) opposés à la direction du Kongōbu-ji (金剛峰寺), temple principal du mont Kōya. Après plusieurs conflits, Kakuban et ses disciples quittèrent le Mont Kōya pour la montagne du Negoro (根来山) au nord-ouest, où ils construisirent un complexe de nouveaux temples, maintenant connu sous le nom Negoroji. Bientôt, ce courant réformé se constitua au XIe siècle sous le nom de Chisan-ha (智山派). La branche réformée donna également naissance à une autre école, le Buzan-ha (豊山派), au XIVe siècle. 
Il est important de noter que les écoles et courants du Shingon sont beaucoup plus proches les uns des autres que ne le sont entre elles écoles tibétaines. Entre ces écoles, on trouve des différences de lignées (voir ci-dessous : "lignées"), des différences sur le plan liturgique, parfois doctrinal (sur l'Abhiṣeka), des 'charismes', qui les singularisent. Mais leur socle commun (toutes se retrouvent dans les enseignements de Kukai) est bien plus important que les différences. Les querelles parfois violentes du Xe-XIe siècles ont fait place depuis longtemps au sentiment d'unité.

### Huit grands patriarches
Le bouddhisme Shingon fait démarrer la lignée au Bouddha Mahavairocana, le premier humain à la recevoir étant Vajrasattva « l'être de diamant »
La tradition reconnaît deux groupes de huit grands patriarches - un groupe de détenteurs de la lignée et un groupe de grands exégètes de la doctrine.
La lignée des huit grands patriarches (Fuhō-Hasso 付法八祖)
- Bouddha Mahāvairocana (Dainichi-Nyorai 大日如来)
- Vajrasattva (Kongō-Satta 金剛薩埵)
- Nāgārjuna (Ryūju-Bosatsu 龍樹菩薩) - reçut la transmission du Mahavairocana Tantra de Vajrasattva à l'intérieur du stupa de fer dans le sud de l'inde
- Nāgabodhi (Ryūchi-Bosatsu 龍智菩薩)
- Vajrabodhi (Kongōchi-Sanzō 金剛智三蔵) (671-741)
- Amoghavajra (Fukūkongō-Sanzō 不空金剛三蔵) (705-774)
- Huiguo (Keika-Ajari 恵果阿闍梨) (746-805)

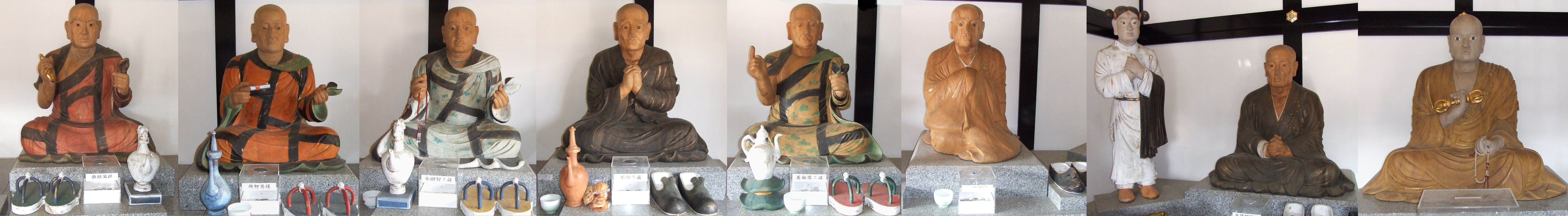
Les huit grands exégètes (Kōrin-ji)

- Kōbō-Daishi (弘法大師) (774-835)

Les huit grands exégètes de la doctrine (Denji-Hasso 伝持八祖)
- Nāgārjuna (Ryūju-Bosatsu 龍樹菩薩)
- Nāgabodhi (Ryūchi-Bosatsu 龍智菩薩)
- Vajrabodhi (Kongōchi-Sanzō 金剛智三蔵) (671-741)
- Amoghavajra (Fukūkongō-Sanzō 不空金剛三蔵) (705-774)
- Śubhakarasiṃha (Zenmui-Sanzō 善無畏三蔵) (637-735)
- Yi Xing (Ichigyō-Zenji 一行禅師) (683-727)
- Huiguo (Keika-Ajari 恵果阿闍梨) (746-805)
- Kōbō-Daishi (弘法大師) (774-835)

## Théories
L'enseignement du Shingon se réfère principalement à deux textes sacrés, le Kongōchō-kyō (sanscrit : Vajraśekhara Sūtra) et le Dainichi-kyō (sanscrit : Mahā-Vairocana Sūtra), écrits vers le IIe siècle au monastère de Nalanda dans le nord de l'Inde. Cette école bouddhiste du yoga des trois mystères, le «traïguya-yoga », explique qu'il est possible de devenir Bouddha dès cette vie.
Ces enseignements affirment que la nature originelle de l'esprit de l'homme est pure, c'est le cœur de compassion, la « bodhi », dont l'essence est identique à celle de l'Univers. Ce qui différencie les différentes écoles du Shingon, c'est justement les moyens d'appréhender cette ultime réalité. D'une façon générale: si nous souffrons, c'est parce que nous nous attachons à ce qui est impermanent dans ce monde de la forme et du désir, que chacun conçoit ainsi en fonction de ce qu'il est intérieurement. Les passions, regroupées sous le vocable de triple poison (la concupiscence, la colère et l'aveuglement) correspondent à des forces vitales nécessaires à la survie et au développement de tout organisme animal. Le désir et l'aversion structurent le moi et l'obligent à se perfectionner pour mieux arriver à ses fins matérielles. Ces « moyens alchimiques » pour utiliser ces « poisons » en énergies de réalisation spirituelle sont expliqués dans les seize chapitres du Adhyardhaśatikā Prajñaparamita Sutra (Rishu-kyo 理趣経), textes de base du mikkyō de tradition Shingon.
Si, d'un point de vue relatif, il reste exact que les passions sont source d'égarements et de souffrances, dans le vajrayāna, les passions sont considérées en vérité absolue de la même nature que l'éveil (soku bodaïshin); car cette même force vitale qui anime les êtres vers des désirs mondains va être transformée, sublimée par alchimie interne en énergie spirituelle de compassion-sagesse, dont l'essence est la nature ultime de l'univers et de tous les êtres. Celui qui s'avise que le fond de son cœur, « bodhi », est le même que celui de tous les êtres, devient un avec le tout, il dissout son moi dans l'univers comme une goutte d'eau se dissout dans l'océan.

### Mahāvairocana
Dans le bouddhisme ésotérique japonais, Mahāvairocana (jp. Dainichi Nyorai 大日如来) le Bouddha primordial de qui émanent tous les phénomènes, il est l'univers lui-même. Dans le bouddhisme ésotérique, tous les bouddhas et toutes les formes qui sont au sein des mandalas, ainsi que tous les êtres vivants (humains compris) sont donc des émanations de ce bouddha primordial Mahāvairocana.

### Mandalas des Deux Royaumes

#### Mandala du plan du diamant

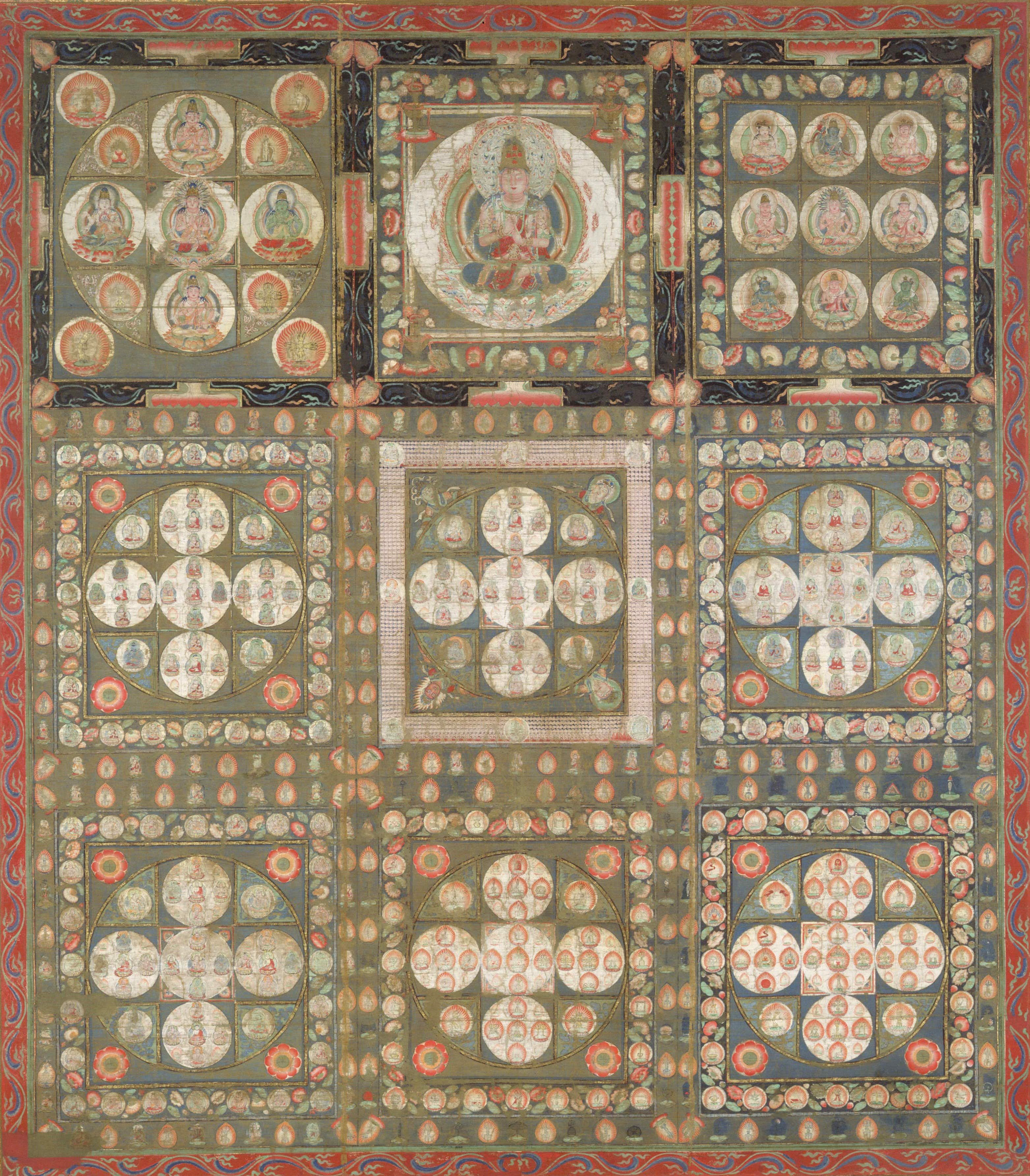
Le mandala du plan du diamant

Le plan du diamant (sk. Vajradhatu, jp. Kongōkai 金剛界) représente la sagesse suprême du Bouddha Dainichi, le diamant en étant une métaphore car comme cette sagesse il est inaltérable. Ce mandala est constitué de neuf sections concomitantes appelées "assemblées", chacune ayant en son centre le bouddha Dainichi, à l’exception de l'Assemblée du principe guide où est placée en son centre Vajrasattva (jp. Kongōsatta 金剛薩埵). Dans les monastères du shingon, il est placé à l'ouest de l'autel, et sur le mandala lui-même le nord est représenté à droite, l'est en bas et ainsi de suite. Dans la plupart des sections sauf les trois placées en haut, le même motif se répète : au centre, un cercle avec Dainichi nyorai faisant le mudra de la sagesse, entouré de quatre cercles dans lesquels se trouvent à l'ouest (en haut) Amitābha (jp. Amida 阿弥陀), au nord (à droite) Amoghasiddhi (jp. Fukūjōju 不空成就), à l'est (en bas) Akṣobhya (jp. Ashuku 阿閦) et au sud (à gauche) Ratnasaṃbhava (jp. Hōshō 宝生). Ces cinq cercles sont en réalité une représentation des cinq familles de bouddhas, c'est-à-dire un diagramme qui représente notre esprit. Or, le bouddhisme tantrique étant partisan de la thèse du "rien qu'esprit" (l'idée que le monde tel que nous le voyons n'est qu'une projection de notre esprit modelé par notre karma), ce diagramme de notre esprit est donc le diagramme expliquant le monde dans son entièreté.
La section au centre du mandala représente l'esprit parfait d'un bouddha. En effet, chaque cercle représente l'une des cinq sagesses d'un bouddha : au centre la sagesse du dharmadhātu, la sagesse suprême et omnisciente du bouddha de laquelle émanent les quatre autres sagesses. Ces quatre autres sagesses sont à l'est (en bas) la sagesse semblable au miroir (la sagesse qui comprend la non-dualité des phénomènes), au sud la sagesse de l'égalité (tous les êtres de ce monde ont la même valeur), à l'ouest la sagesse du discernement (qui permet de voir la véritable nature des phénomènes, c'est-à-dire que tout est vacuité) et enfin au nord la sagesse toute-accomplissante (celle qui permet aux bouddhas de savoir spontanément le meilleur moyen à utiliser pour guider les êtres vers l'éveil).
À l'inverse, la section au nord-est (en bas à droite) représente l'esprit impur d'un humain, les cinq sagesses des bouddhas deviennent dans leur aspect impur les cinq passions de l'esprit, à savoir l'ignorance-stupidité, la colère, l’orgueil, le désir-attachement et la jalousie. Chacune de ces cinq passions correspond donc à une des cinq sagesses du bouddha. Le but des pratiquants du bouddhisme tantrique est donc de passer de l'esprit impur d'un humain à l’esprit pur d'un bouddha en transmutant ces cinq passions en cinq sagesses, et pour y arriver, les bouddhistes du Shingon méditent sur ce mandala.
Le mandala du plan du diamant se lit en colimaçon : soit en partant du centre pour descendre dans la section en bas au centre puis en allant de section en section dans le sens des aiguilles d'une montre pour finir à la section en bas à droite, soit à l'inverse en partant de la section en bas à droite pour aller au centre en suivant le sens inverse des aiguilles d'une montre. Le premier sens de lecture part donc de l'esprit pur d'un bouddha, ce dernier devenant de plus en plus impur au fil des sections pour aboutir à notre esprit humain, ce qui illustre comment notre esprit (et donc le monde) est apparu, mais qui montre également que nous avons tous en nous la nature de bouddha et qu'il suffit de purifier notre esprit pour la retrouver. Justement, le deuxième sens de lecture, lui, part de notre esprit humain qui est un peu purifié à chaque étape et devient pur à la fin en arrivant au centre, illustrant ainsi la transmutation d'un humain en bouddha en maîtrisant nos cinq passions. Cela montre comment nous pouvons purifier nos cinq passions pour les transmuter en sagesses de bouddha : l'ignorance-stupidité devient la sagesse du Dharmadhātu, la colère devient la sagesse semblable au miroir, l’orgueil devient la sagesse de l'égalité, le désir-attachement devient la sagesse du discernement et enfin la jalousie devient la sagesse toute-accomplissante.
|                                        | Ouest Amida Désir-attachement Sagesse du discernement |                                                     |
| Sud Hōshō Orgueil Sagesse de l'égalité | Dainichi Ignorance-stupidité Sagesse du Dharmadhātu   | Nord Fukūjōju Jalousie Sagesse toute-accomplissante |
|                                        | Est Ashuku Colère Sagesse semblable au miroir         |                                                     |

| Assemblée des quatre mûdra Shiin-ne 四印会 ⑤      | Assemblée du mûdra unique Ichiin-ne 一印会 ⑥ | Assemblée du principe guide Rishu-e 理趣会 ⑦                                                 |
| Assemblée de l’hommage Kuyô-e 供養会 ④            | Assemblée du corps parfait Jōjin-ne 成身会 ① | Assemblée de la descente dans les trois réalités Gôsanze-e 降三世会 ⑧                        |
| Assemblée du discernement subtil Misai-e 微細会 ③ | Assemblée du samaya Sanmaya-e 三昧耶会 ②     | Assemblée de la descente dans les trois réalités (samaya) Gôsanze Sanmaya-e 降三世三昧耶会 ⑨ |

#### Mandala du plan de la matrice

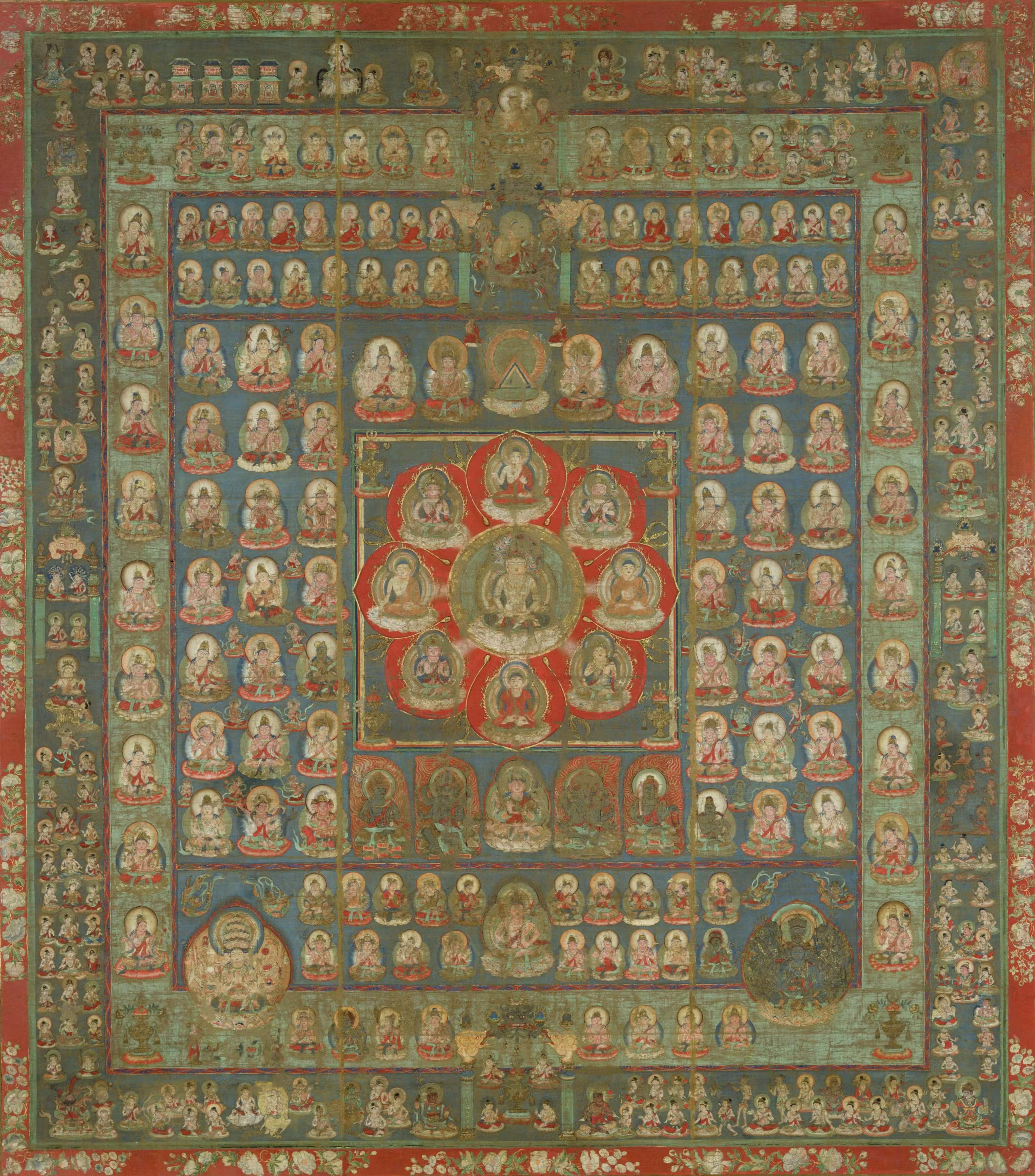
Le mandala du plan de la matrice

Le plan de la matrice (sk. Garbhadhātu, jp. Taizōkai 胎蔵界) représente le principe inné du Bouddha Dainichi. Il illustre le fait que tous les phénomènes du monde, humains compris, sont des manifestations de ce bouddha primordial. Dans les monastères du shingon, il est placé à l'est de l'autel, en face du mandala du plan du diamant et sur le mandala lui-même le nord est représenté à gauche, l'est en haut et ainsi de suite, c'est-à-dire le contraire du plan du diamant.
Il est divisé en douze quartiers dans lesquels se trouvent quatre-cent huit et quelque divinités. Au centre se trouve le Quartier central du Lotus aux huit pétales (jp. Chūdai hachiyō-in 中台八葉院) où se trouve en son centre le Bouddha Dainichi. Il est entouré de quatre bouddhas et de quatre bodhisattvas, tous étant des émanations de Dainichi. Les quatre bouddhas sont Ratnaketu (jp. Hōdō-nyorai 宝幢如来) à l'est, Saṃkusumitarāja (jp. Kaifukeō-nyorai 開敷華王如来) au sud, Amitābha (jp. Amida-nyorai 阿弥陀如来) à l'ouest et Dundubhinirghoṣa (jp. Tenkuraion-nyorai 天鼓雷音如来) au nord. Comme dans le mandala du plan du diamant ces cinq bouddhas sont des dhyani bouddhas, ce qui signifie que chacun d'entre eux personnifie une sagesse du bouddha. Les quatre bodhisattvas sont Samantabhadra (jp. Fugen-bosatsu 普賢菩薩) au sud-est, Mañjuśrī (jp. Monju-bosatsu 文殊菩薩) au sud-ouest, Avalokiteśvara (jp. Kanjizai-bosatsu 観自在菩薩 ou Kannon-bosatsu 観音菩薩) au nord-ouest, et enfin Maitreya (jp. Miroku-bosatsu 弥勒菩薩) au nord-est. Aux quatre coins de ce quartier, dans le prolongement des bodhisattvas, se trouvent quatre vases. Chacun de ces vases contient une vertu de Dainichi : le trésor des prières et des pratiques inépuisables, le trésor dont les êtres profitent inépuisablement, le trésor de l'inépuisable vision de la pure sagesse et le trésor des inépuisables moyens de salut de la grande compassion.
Dans la première enceinte, au-dessus du quartier central, se trouve le quartier de la Connaissance universelle (jp. Henchi-in 遍知院) où siège au milieu le symbole de la connaissance universelle des bouddhas : un triangle blanc entouré de feu. C'est la seule divinité du mandala qui ne soit pas représenté sous des traits anthropomorphiques. En dessous du quartier central se trouve le quartier des rois des sciences. Au centre se trouve le bodhisattva Prajñāpāramitā (jp. Hannya Haramita Bosatsu 般若波羅蜜多菩薩), et autour de lui se trouvent quatre Rois des sciences (jp. Myōō 明王) dont le célèbre Acala (jp. Fudō Myōō 不動明王) mais aussi Trailokyavijaya (jp. Gōsanze-myōō 降三世明王), Yamāntaka (jp. Daiitoku-myōō 大威徳明王) et Trailokyavijaya sous une autre forme (jp. Shōzanse-myōō 勝三世明王). A gauche se trouve le quartier du Lotus, aussi appelé "quartier d'Avalokiteśvara". Comme son nom l'indique, on y trouve plusieurs formes de ce bodhisattva ainsi que d'autres divinités, et il symbolise la grande compassion. En face de lui il y a le quartier de Vajrapāṇi qui symbolise la sagesse innée.
Dans la deuxième enceinte, on trouve d'abord le quartier de Śākyamuni, puis le quartier de Mañjuśrī, celui de Sarvanivarana-Vishkambhin, de Kṣitigarbha, d'Ākāśagarbha et enfin celui de Susiddhi.
La troisième enceinte est le quartier extérieur aux vajras. Il se nomme ainsi car les divinités qui y sont présentes ne sont pas éveillées. Il s'agit en réalité de devas, des divinités provenant de l'hindouisme. On y retrouve par exemple Indra (jp. Taishakuten 帝釈天), Brahmā (jp. Bonten 梵天), Vaiśravaṇa (jp. Bishamon-ten 毘沙門天),Yama (jp. Enmaten 閻魔天), Gaṇesh (jp. Kangiten 歓喜天); les divinités des quatre éléments que sont Agni (jp. Katen 火天), Varuṇa (jp. Suiten 水天), Vāyu (jp. Fūten 風天) et Pṛthivī (jp. Jiten 地天); les neuf divinités astrales (sk. Navagraha, jp kuyō 九曜) ou encore les 28 loges lunaires de l'astrologie chinoise. La présence de ces divinités dans ce mandala est due au fait que bien que non éveillées, ces divinités ont une influence considérable sur la destinée du monde, et ils font ainsi l'objet de plusieurs rituels magiques visant à dompter leurs pouvoirs.
Le mandala du plan de la matrice représente la grande compassion du bouddha Dainichi, et pour cette raison il est parfois appelé "Mandala de la Grande Compassion".
| Quartier extérieur aux vajras \| Quartier de Mañjuśrī \| \| \| \| \| \| Quartier de Kṣitigarbha \| Quartier de Śākyamuni \| Quartier de Śākyamuni \| Quartier de Śākyamuni \| Quartier de Sarvanivarana- Vishkambhin \| \| Quartier de Kṣitigarbha \| Quartier du Lotus \| Quartier de la connaissance universelle \| Quartier de Vajrapāṇi \| Quartier de Sarvanivarana- Vishkambhin \| \| Quartier de Kṣitigarbha \| Quartier du Lotus \| Quartier central du Lotus aux huit pétales \| Quartier de Vajrapāṇi \| Quartier de Sarvanivarana- Vishkambhin \| \| Quartier de Kṣitigarbha \| Quartier du Lotus \| Quartier des rois des sciences \| Quartier de Vajrapāṇi \| Quartier de Sarvanivarana- Vishkambhin \| \| Quartier de Kṣitigarbha \| Quartier d'Ākāśagarbha \| \| \| Quartier de Sarvanivarana- Vishkambhin \| \| Quartier de Susiddhi \| \| \| \| \| |                        |                                            |                       |                                        |
| Quartier de Mañjuśrī |                        |                                            |                       |                                        |
| Quartier de Kṣitigarbha | Quartier de Śākyamuni  | Quartier de Śākyamuni                      | Quartier de Śākyamuni | Quartier de Sarvanivarana- Vishkambhin |
| Quartier de Kṣitigarbha | Quartier du Lotus      | Quartier de la connaissance universelle    | Quartier de Vajrapāṇi | Quartier de Sarvanivarana- Vishkambhin |
| Quartier de Kṣitigarbha | Quartier du Lotus      | Quartier central du Lotus aux huit pétales | Quartier de Vajrapāṇi | Quartier de Sarvanivarana- Vishkambhin |
| Quartier de Kṣitigarbha | Quartier du Lotus      | Quartier des rois des sciences             | Quartier de Vajrapāṇi | Quartier de Sarvanivarana- Vishkambhin |
| Quartier de Kṣitigarbha | Quartier d'Ākāśagarbha |                                            |                       | Quartier de Sarvanivarana- Vishkambhin |
| Quartier de Susiddhi |                        |                                            |                       |                                        |

#### Représentations des mandalas
Les deux mandalas peuvent être représentés de quatre manières différentes :
- Le Mahābhūta-maṇḍala (jp. dai-mandara 大曼荼羅), représentation anthropomorphique graphique.
- Le Dharma-maṇḍala (jp. hō-mandara 法曼荼羅), représentation des divinités par leur syllabe germe. Une caractéristique l'ésotérisme japonais est en effet l'utilisation graphique pour les visualisations de lettres germes (sk. bījākṣara, jp. shuji 種字), écrites en siddham (jp. Shittan 悉曇 ou Bonji 梵字), une ancienne écriture indienne.
- Le Samaya-maṇḍala (jp. sanmaya-mandara 三昧耶曼荼羅), représentation des vœux des divinités sous la forme des attributs qu'ils détiennent ou de leurs mudra).
- Le Karma-maṇḍala (jp. katsuma-mandara 羯磨曼荼羅) représentant les activités des divinités sous forme tridimensionnelle (statues)[4].

### Symboles du monde visible pour expliquer le monde spirituel
Le Shingon utilise la nature comme symbole pour expliquer le monde spirituel invisible considérant que la vie des êtres et de la nature est l'expression du Bouddha conçu dans son aspect Dharmakaya, la force de vie de l'univers. Cependant, le shingon n'est pas un panthéisme, il ne se « réduit » pas au culte des forces de la nature comme dans le shintoïsme. Quand on parle par exemple des cinq éléments ou du soleil, il s'agit d'états de conscience qui sont décrits ainsi.
Dans le Shingon, le Bouddha ultime symbolisant l'univers est appelé Mahā Vairocana (jp. Dainichi-nyorai 大日如来), le Bouddha grand soleil, car la lumière du soleil symbolise au mieux l'état de la conscience purifiée qui perçoit la vacuité. La lumière blanche est la synthèse et la source de toutes les autres couleurs. C'est pourquoi il existe un Bouddha ultime qui rassemble toutes les qualités des autres bouddhas et Bodhisattvas, qui sont l'expression de ses différents aspects.
Il s'agit donc de faire fusionner son esprit avec Danichi-nyorai par la pratique des trois mystères, qui sont le mystère du corps, de la parole, et de la pensée, c'est-à-dire effectuer simultanément un geste symbolique avec les mains, une mudrā, répéter un mantra et visualiser devant soi la forme de la divinité bouddhique en rapport.
Comme l'univers est très vaste, nous avons à développer diverses qualités de conscience pour nous y intégrer harmonieusement: elles sont les étapes qui amènent à l'éveil spirituel, samadhi. Ce processus d'éveil a été structuré sous la forme d'un diagramme mystique appelé mandala, comportant différents quartiers avec de nombreux bouddhas.
Un mandala est une carte d'anatomie spirituelle de l'homme. La méditation sur sa forme en répétant les mantras et effectuant les mudrās permet de se connecter avec le cœur des bouddhas et du maître qui a initié le pratiquant. Les deux grands mandalas du Shingon, le Kongôkaï (monde de la pensée) et le Taïzôkaï (monde des phénomènes), regroupent ainsi de nombreuses divinités bouddhiques symbolisant différents niveaux de conscience. Disposées en plusieurs quartiers, expriment la compassion, douceur, d'autres l'intelligence, le discernement, d'autres encore l'énergie, la force pour vaincre tous les aspects négatifs du subconscient.
Afin de comprendre ce qu'il perçoit du monde, l'homme doit l'analyser et élaborer des concepts avec discernement. C'est pourquoi on symbolise par le vajra, le diamant qui coupe, le principe masculin de sagesse.
Cependant pour comprendre vraiment quelque chose il faut aussi le percevoir dans sa totalité au-delà des détails, sinon la théorie inventée pour l'expliquer peut être réductrice et fausse. Il faut donc augmenter la sensibilité et le volume des perceptions, en faisant abstraction de ses a priori ou de ses théories antérieures, c'est-à-dire développer une ouverture intérieure vis-à-vis de l'autre, vis-à-vis de la vie, qui n'est possible que si le cœur est humble, doux, sans préjugé, compatissant, c'est le cœur de bodhi. Plus la compassion est grande, plus les perceptions deviennent fines, directes, immédiates, car on perçoit l'autre par fusion globalisante du cœur. Ce n'est pas par un raisonnement que la connaissance est obtenue, mais par l'intuition, c'est pourquoi on l'identifie au monde féminin de la matrice, le Taïzôkaï qui décrit la diversité de la vie, correspond aux cinq éléments : la terre, l'eau, le feu, l'air, l'éther. Le monde du Kongôkaï est le 6e élément, la conscience.
Développer et unir en soi ces deux mondes, deux polarités latentes en chacun de nous, féminine et masculine, intuitive et réflexive, active et méditative, c'est trouver l'équilibre intérieur.
Pour atteindre l'éveil, il faut faire fusionner ces deux principes en soi.
C'est au cours de cérémonies d'onctions appelées « kanjô », que le maître l'acariya consacre l'eau pour transmettre directement l'essence de la connaissance et de la compassion du Kongôkaï et du Taïzôkaï. Transmission qui se fait de cœur à cœur.

### Œuvres littéraires
- Sango Shiki (797).

Dans cet ouvrage, qui est l'un des plus anciens essais de philosophie comparée, il compare les mérites respectifs du Taoïsme, du Confucianisme et du Bouddhisme. L'essence du confucianisme est de donner un fondement philosophique à la morale et à la politique quotidienne. Le taoïsme, parce qu'il s'élève au principe métaphysique (Tao), lui est supérieur. Mais le bouddhisme, à travers la doctrine du karma et de la réincarnation englobe les trois temps et ouvre sur la vérité éternelle, surpassant donc le taoïsme.
- Benkenmitsunikyo-ron « comparaison des Bouddhismes ésotérique et exotérique », 816. Il y démontre la supériorité de l'ésotérisme sur l'exotérisme. Cette supériorité provient de l'expérience qu'il procure et sur laquelle se fondent les dogmes, tandis que l'exotérisme explique les dogmes sans parvenir à l'expérience.
- Himitsu Mandala Jugu Shinron « Les dix stades de la prise de conscience du mandala secret », 830. Dans ce chef-d'œuvre de la maturité, Kukai élargit sa compréhension des autres écoles et religions. Il pense que toutes les philosophies spirituelles de l'Asie (du confucianisme à l'hindouisme) sont l'expression d'un niveau de conscience de la réalité.

Cette révélation est expliquée à travers l'exposé des dix stades ou étapes de l'esprit.
1 °) L'esprit du bouc. Le bouc symbolise l'appétit sexuel. À ce stade, l'homme ignore tout de la vérité éternelle. Il vit sous l'influence dominante de son instinct bestial, il ne fait que subir la loi du karma, tel un animal.
2 °) L'esprit de l'enfant ignorant. L'enfant symbolise la semence de l'esprit qui doit se développer. L'esprit s'éveille à la conscience et s'efforce de mener une vie morale encore dénuée de finalité religieuse. Il est représenté par le confucianisme.
3 °) L'esprit de l'enfant sans peur. Il est symbolisé par un enfant cherchant sa mère. L'homme reconnait l'existence de la religion et recherche le ciel pour y trouver la paix intérieure et la félicité. Il est représenté par le taoïsme.
4 °) L'esprit reconnait l'existence des agrégats. Cet esprit est symbolisé par l'état d'arhat, le moine bouddhiste. Le bouddhisme hinayana lui correspond.
5 °) L'esprit libéré de la graine de la cause du karma. Cet esprit est symbolisé par le Patryeka-Bouddha. Il n'y a plus de traces d'ignorance karmique, mais il reste encore une racine d'égocentrisme, un manque d'altruisme.
6 °) L'esprit mahayana symbolisé par le bodhisattva Maitreya. Le pratiquant yogacara qui atteint ce stade reconnait que tous les phénomènes sont une illusion de son esprit. Sa compassion se développe. Cette philosophie est exposée par Vasubhandu.
7 °) L'esprit réalise que l'esprit n'est pas encore né. Cette étape est symbolisée par le bodhisattva Manjusri et expliquée par la philosophie madhyamika de Nagarjuna. La négation octuple met fin aux spéculations inutiles. La vérité de la vacuité est acquise. L'esprit qui atteint ce stade est serein et son bonheur est indéfinissable.
8 °) L'esprit est vraiment en harmonie avec la voie unique. Il est symbolisé par Avalokiteshvara et expliqué par le sutra du lotus et la philosophie Tendai. L'homme reconnait l'unité et la pureté primordiale qui est la nature même de son esprit. Le sujet et l'objet s'unifient.
9 °) L'esprit bouddhique profond est conscient de sa nature non-immuable. Il est symbolisé par le sourire de Samantabhadra et expliqué par l'école Kegon. L'esprit réalise qu'il n'est pas immuable, mais semblable à l'eau que le vent fait onduler. La vérité éternelle, le dharma lui-même n'est pas immuable. Bien qu'il représente le stade le plus élevé de l'exotérisme, il ne faut pas s'y arrêter.
10 °) L'esprit glorieux, le plus secret, le plus caché. Il est symbolisé par le tathagata maha Vairocana et expliqué par l'école Shingon. Si l'exotérisme a ôté le voile de l'esprit et soigné ses différentes maladies, l'enseignement ésotérique dévoile à présent le trésor caché (voir aussi Ibn Arabi) qui devient manifeste.
Kukai nomme ses dix étapes « révélations avec étonnement étape par étape ».
Ensemble, elles forment une somme systématique de philosophie de la religion dans la perspective gradualiste du bouddhisme ésotérique et une véritable phénoménologie de la conscience religieuse. Cette doctrine est également expliquée dans :
- Hizo Hoyaku « La clef précieuse du Trésor secret », 830.
- Joujoushin-ron « les dix niveaux de développement de l'esprit ».

Concernant le cœur de la doctrine Shingon, Kukai l'expose dans :
- Sanbu sho « Les trois livres », 819 :
- Sokushinjō- butsu-gui « enseignement pour devenir Bouddha dans cette vie avec ce corps ».
- Shoji Jisso Gi « La signification du mot, du son et de la réalité ».
- Unji Gi « La signification ésotérique de la syllabe (Bija) "HUM" ».

## Pratiques

siddhaṃ lettre 'A'.

### Études
Dans le cas des disciples désireux de se former pour devenir moine Shingon, après avoir pris les préceptes il faut une période d'études religieuse et universitaires. Il convient tout d’abord de trouver un maître, puis de faire Tokudo（得度）, cérémonie marquant symboliquement le renoncement, l’engagement sur le chemin et le premier pas vers la prêtrise. Pour être Ajari (阿闍梨), il convient de prendre les vœux (jp. jukai 受戒) et de suivre une série de quatre ascèses (jp. shido Kegyō 四度加行) avant de recevoir l’onction Denpō (jp. denpō kanjō 伝法灌頂). L'étape suivante Maha-Acharya (Dai-ajari 大阿闍黎) grade qui permet de transmettre les initiations demande dix années supplémentaires.
En dehors des prières et de la lecture des soutras, il existe des mantras et des techniques de méditation qui sont disponibles à la pratique pour les profanes. Toutes demandent une initiation (sk. abhiṣeka, jp. kanjō 灌頂). Sous la supervision d'un maître qualifié, à l'issue d'une transmission appropriée, ils peuvent commencer à apprendre et à pratiquer seul. Comme pour toutes les écoles du bouddhisme, l'accent est mis sur la transmission orale des enseignements de maître à élève. Jusqu'aux années 1920 (au moment de l'arrivée du Shingon en dehors du Japon), on n'avait jamais rien publié sur les enseignements du Shingon ou Mikkyo au Japon ou ailleurs. Tout avait été transmis oralement pendant plus de 1 100 années. Entreprendre une pratique Shingon sans initiation ni les conseils d'un maître qualifié peut être considéré comme une infraction grave brisant les vœux de samaya, car elle peut être potentiellement dangereuse pour le pratiquant si celle-ci n'est pas effectuée de la manière appropriée.

### Trois mystères
L'objectif du shingon est la prise de conscience que notre nature est identique à Mahāvairocana, un but qui est atteint à travers l'initiation, la méditation et les rituels ésotériques. Cette réalisation passe par la réception et la mise en pratique de la doctrine ésotérique, transmise oralement aux initiés par des maîtres de l'école. Quand les trois Mystères (jp. sanmitsu 三蜜) que sont le corps, la parole et l'esprit sont associés à celui du bouddha, ils permettent de réaliser notre vraie nature. Le corps par des gestes symboliques que sont les mudrā (jp. ingei 印契) ainsi que par l'utilisation d'instruments rituels, la parole par la répétition de formules sacrées que sont les mantras (jp. shingon 真言), et l'esprit par la visualisation et la méditation sur le bouddha (jp. kansō 観想).
La pratique méditative de base du Shingon est le Ajikan 阿字觀, la méditation sur la lettre A symbole de Mahavairocana. Deux autres pratiques méditatives importantes sont le Gachirinkan (月輪觀, ou visualisation de la pleine lune), et le Gojigonjingan 五字嚴身觀, la "visualisation des cinq éléments disposés dans le corps".
Les quatre rituels principaux pratiqués par les moines Shingon sont le jūhachido ou rituel des 18 mudras, le rituel du mandala du taizokai (la matrice) celui du kongakai (le vajra) et les rituels de feu (goma)

### Goma

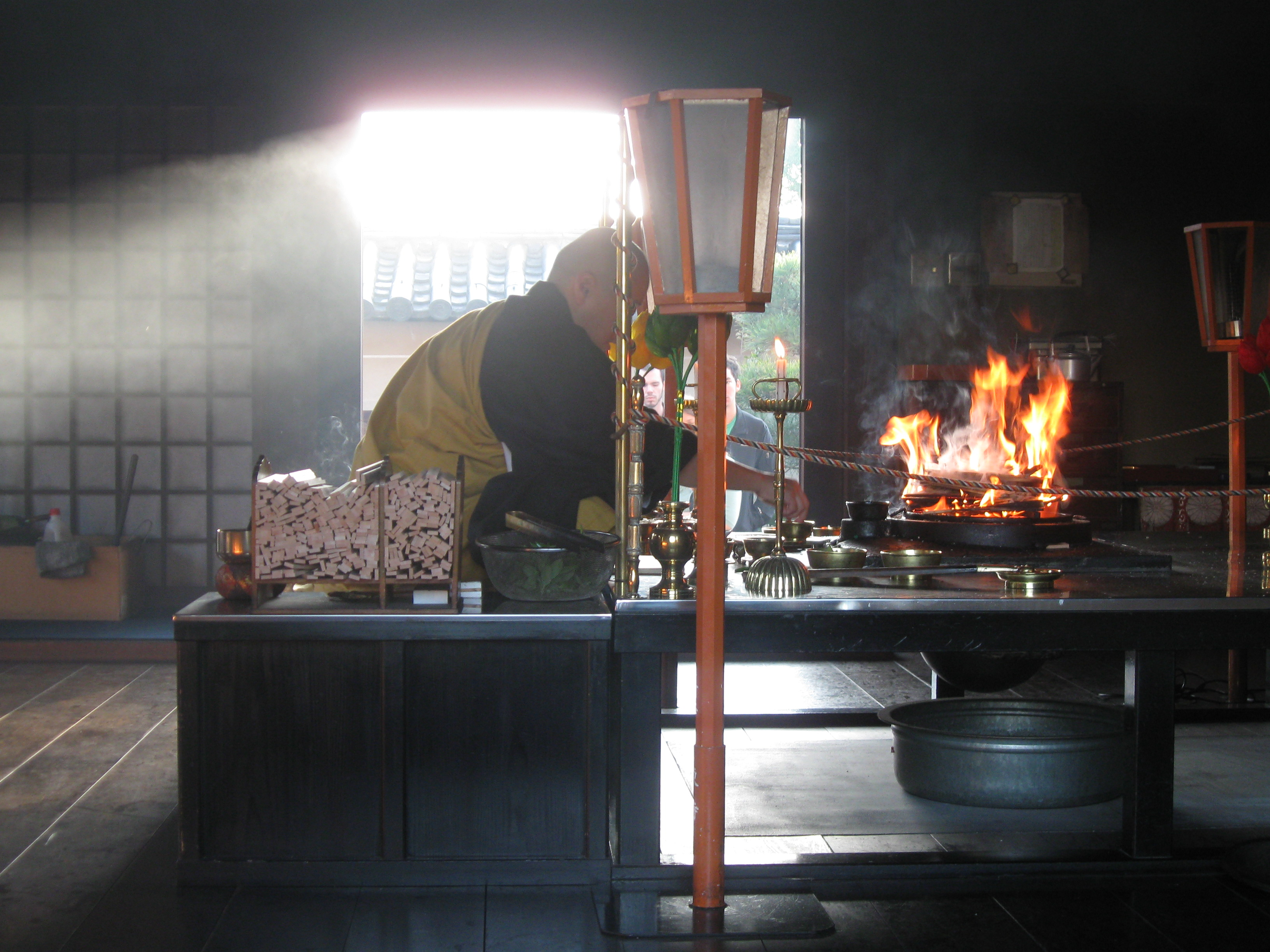
Rituel de Feu

Le goma 護摩 (sk. homa) ou rituel de feu consacré est spécifique au bouddhisme ésotérique à tel point que les japonais identifient essentiellement le bouddhisme shingon à travers cette cérémonie. Il est considéré comme le rituel le plus mystique et le plus puissant. Il découle du rituel védique Agnihotra et est effectué par des prêtres qualifiés, pour venir en aide à des particuliers, à l'État ou à tous les êtres en général. Le feu est censé avoir un pouvoir purificateur spirituellement et psychologiquement. La divinité centrale qui est priée est habituellement Acala (Fudo Myōō 不動明王). Le rituel est effectué dans le but de détruire les énergies négatives, les pensées et des désirs néfastes, les obstacles en général ou pour obtenir la réalisation de vœux (kudoku). Dans la plupart des temples Shingon, ce rituel est pratiqué deux fois par jour le matin et l'après-midi. De grandes cérémonies incluent souvent le roulement des tambours taiko pendant que la communauté chante le mantra d'Acala. Les flammes peuvent parfois atteindre quelques mètres de haut ce qui en fait une cérémonie éprouvante pour l'officiant.

## Lignées Shingon
- École des anciens (Kogi) (古義真言宗)
  - Kōyasan (高野山真言宗)
  - Chuin-Ryu Lineage (中院流)
  - Tōji (東寺真言宗)
  - Zentsūji-ha (真言宗善通寺派)
  - Daigo-ha (真言宗醍醐派)
  - Omuro-ha (真言宗御室派)
  - Shingon-Ritsu (真言律宗)
  - Daikakuji-ha (真言宗大覚寺派)
  - Sennyūji-ha (真言宗泉涌寺派)
  - Yamashina-ha (真言宗山階派)
  - Shigisan (信貴山真言宗)
  - Nakayamadera-ha (真言宗中山寺派)
  - Sanbōshū (真言三宝宗)
  - Sumadera-ha (真言宗須磨寺派)
  - Tōji-ha (真言宗東寺派)
- Shingon réformé (Shingi) (新義真言宗)
  - Chizan-ha (真言宗智山派)
  - Buzan-ha (真言宗豊山派)
  - Inunaki-ha (真言宗犬鳴派)

## Temples
- Gokuraku-ji (極楽寺?), fondé en 1259 à Kamakura (鎌倉市, Kamakura-shi?), dans la préfecture de Kanagawa.
- Tō-ji （東寺）
- Kongōbu-ji　（金剛峰寺）,
- Ninna-ji（仁和寺）
- Daikaku-ji　（大覚寺）,
- Daigo-ji　（醍醐寺）
- Renge-ji (蓮花寺)

## Bouddhisme Shingon en dehors du Japon
En Chine et dans les pays à forte population chinoise comme Hong Kong, Taïwan, la Malaisie ou Singapour, le bouddhisme ésotérique est communément appelé Tángmì (唐 密) "le bouddhisme secret de la Dynastie Tang» ou Hànchuánmìzōng (汉传密宗) "le bouddhisme Secret de la Transmission Han" (Hanmi 汉密 pour faire court) ou Dōngmì (东密)"Le bouddhisme secret de l'Est", pour le différencier de son homologue du Tibet. Ces écoles partagent plus ou moins les mêmes doctrines que le Shingon. Dans la plupart des cas, les moines chinois se sont rendus au Japon pour se former et recevoir la transmission ésotérique au Mont Koya.
Le mìzōng terme chinois (密宗) "Le véhicule des secrets» est le terme le plus couramment utilisé pour désigner toute forme de bouddhisme ésotérique, qu'elles soient tibétaines, népalaises, chinoises et japonaises.
En Europe, le bouddhisme Shingon est pratiqué au temple Komyo-In en Bourgogne ainsi qu'en Hollande et en Croatie.
Aux États-Unis, à Los Angeles, Sacramento, Fresno, ainsi que dans les États d'Hawaii, du Michigan et de Washington.
Il y a aussi des temples de la lignée Buzan Ha à Hong Kong et au Viêt Nam.